# 城山の前の滝
『城山の前の滝』（しろやまのまえのたき、英: Der Wasserfall vor dem Schlossberg, 英: The Waterfall before the Mountain Castle）は、17世紀オランダ黄金時代の画家ヤーコプ・ファン・ロイスダールが1665-1670年ごろ、キャンバス上に油彩で制作した風景画である。画面左下に「JvRuisdael」という画家の署名が記されている。作品はポーランド王アウグスト2世のためにモレル (Morel) により1740年にアントウェルペンで購入され、現在、ドレスデンのアルテ・マイスター絵画館に所蔵されている。

## 作品

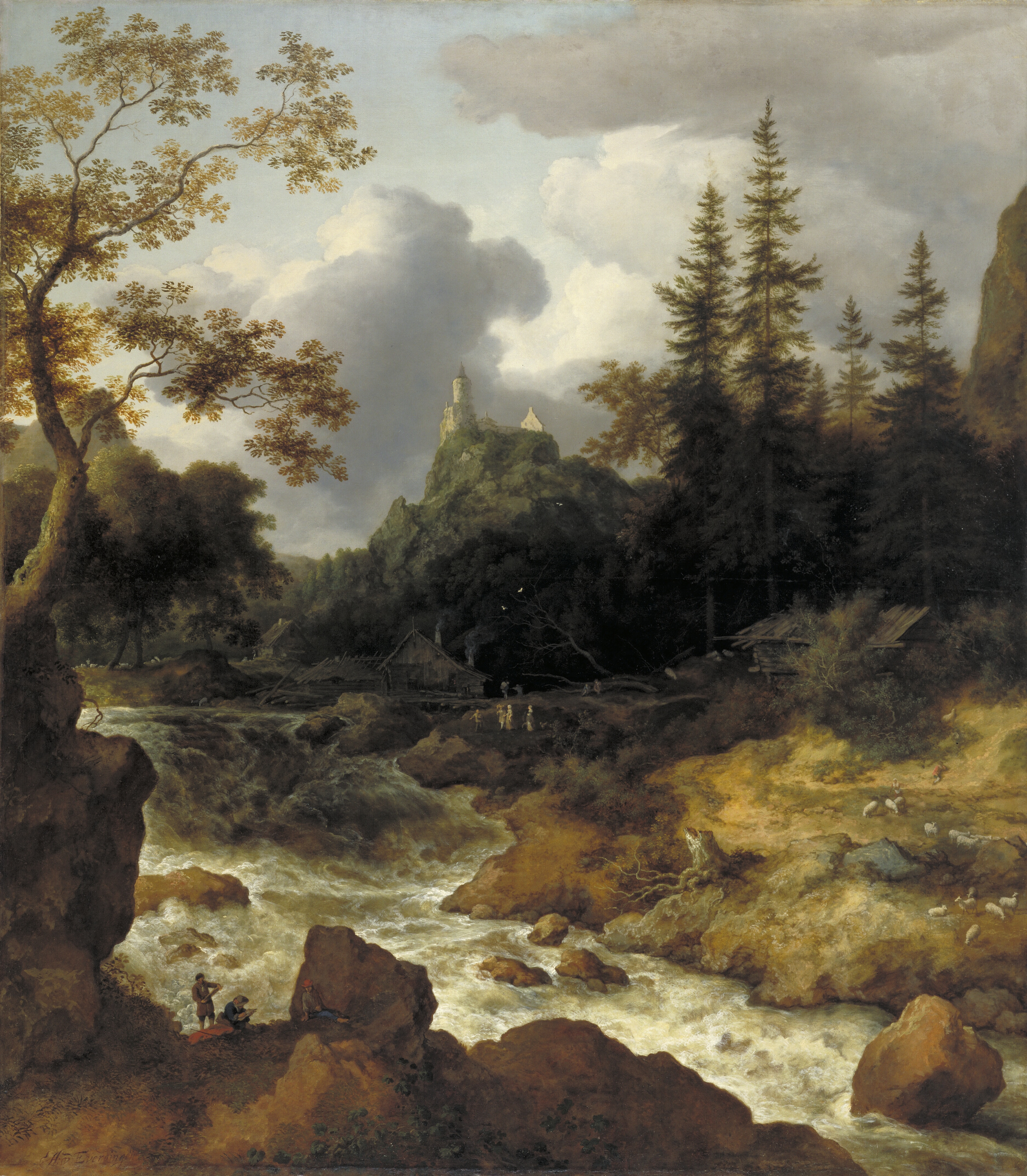
アラールト・ファン・エーフェルディンヘン『ノルウェーの景色』 (1660年代)、コペンハーゲン国立美術館

滝や急流のある風景画は、ヤーコプ・ファン・ロイスダールの絵画作品の中で最も多い主題であり、150点以上を数える。とりわけ北方の風景のモティーフは、1650年代末以降の彼の作品において決定的な役割を果たしている。しかし、彼が着想を得たのは自然からではなく、1644年にノルウェーとスウェーデンに旅行をした弟子のアラールト・ファン・エーフェルディンヘンが描いたスカンジナビアの景観からであった。
ファン・エーフェルディンヘンはスカンジナビアで多数のスケッチを制作し、オランダ帰国後にはそれらのスケッチをもとに風景画を描いた。ドイツ以外を旅行したことのなかったロイスダールは彼に感化され、1650年代半ば以降、背の高い松の木に囲まれた岩の上を流れる滝の景観を数多く制作したのであった。
本作はそうした絵画の1つである。人里離れた林の中にある一軒家のそばでは、激しい川の流れが岩がちな川床を伝っている。背景には、頂上に城のある丘がそびえている。画面の左端は木の葉の茂った土手で枠どられ、上部には過ぎゆく暗い雲で半ば覆われた、青みがかった空が広がっている。
ロイスダールは18世紀のドレスデンで人気を博し、この地の風景画の様式に影響を与えた。